# William S. Goodwin

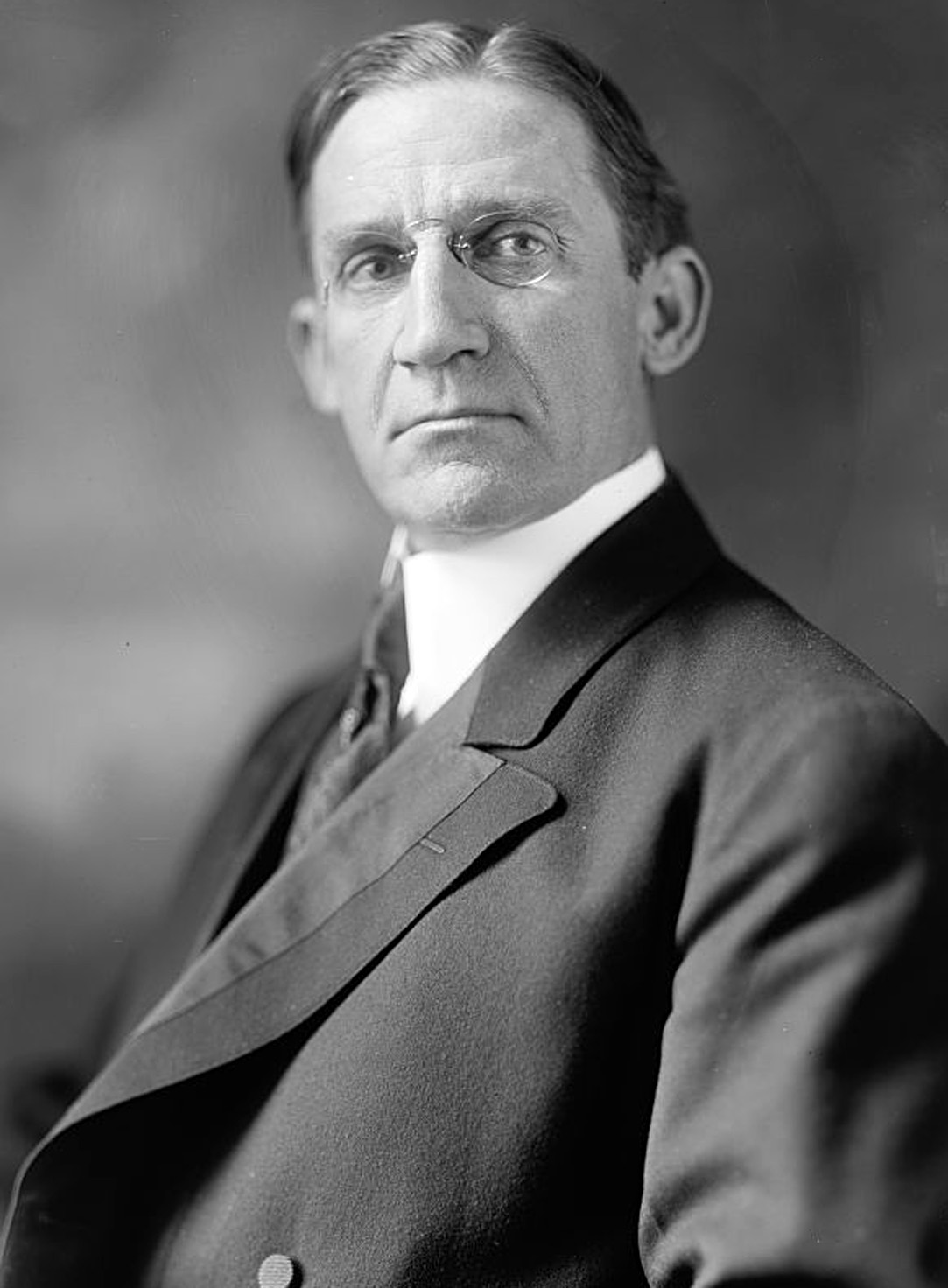
William S. Goodwin

William Shields Goodwin (* 2. Mai 1866 in Warren, Bradley County, Arkansas; † 9. August 1937 ebenda) war ein US-amerikanischer Politiker. Zwischen 1911 und 1921 vertrat er den siebten Wahlbezirk des Bundesstaates Arkansas im US-Repräsentantenhaus.

## Werdegang
William Goodwin besuchte die öffentlichen Schulen seiner Heimat, die Farmers' Academy bei Duluth (Georgia) sowie einige andere Schulen in Georgia. Später studierte Goodwin sowohl an der University of Arkansas als auch an der University of Mississippi. Nach einem Jurastudium und seiner im Jahr 1894 erfolgten Zulassung als Rechtsanwalt begann er in Warren in seinem neuen Beruf zu arbeiten. Als Mitglied der Demokratischen Partei wurde er im Jahr 1895 in das Repräsentantenhaus von Arkansas gewählt; zwischen 1905 und 1909 gehörte er dem Staatssenat an. Von 1907 bis 1911 war Goodwin auch Kurator der University of Arkansas.
Bei den Kongresswahlen des Jahres 1910 wurde er im siebten Distrikt von Arkansas in das US-Repräsentantenhaus in Washington, D.C. gewählt, wo er am 4. März 1911 die Nachfolge von Robert M. Wallace antrat. Nachdem er viermal wiedergewählt worden war, konnte er bis zum 3. März 1921 insgesamt fünf Legislaturperioden im Kongress absolvieren. Im Jahr 1920 verfehlte er die erneute Nominierung seiner Partei. Nach seinem Ausscheiden aus dem Kongress zog sich Goodwin aus der Politik zurück. In den folgenden Jahren praktizierte er als Anwalt in Warren. Dort ist er 1937 auch verstorben.